# King's College London
King's College London este o universitate membră a federației Universitatea din Londra din Regatul Unit. Universitatea a fost înființată de regele George al IV-lea și Ducele de Wellington în 1829, statutul său regal fiind precedat în Anglia numai de către cel de la Universitatea Oxford și Universitatea Cambridge.  Împreună cu University College London, King's College din Londra a fost unul dintre cele două colegii de la inaugurarea Universității din Londra în 1836. King's College are o reputație solidă academică, în 2009 fiind clasat pe locul al 4-lea în Marea Britanie, 6 în Europa și 16 în lume în topul instituțiilor superioare de învățământ. Se predau cursuri de licență în istorie, politică, psihologie, filosofie, clasice, muzică, stomatologie, drept și medicină.
În timpul Primului Război Mondial, mai târziu, primul președinte cehoslovac, profesorul Tomáš Garrigue Masaryk a ținut prelegeri (și a căutat crearea unui stat cehoslovac independent) acolo, de asemenea, din septembrie 1915 până în mai 1917. 
1. ↑   (cs) PRECLÍK, Vratislav. Masaryk a legie (TGM and legions), váz. kniha, book 219 pages, first issue vydalo nakladatelství Paris Karviná, Žižkova 2379 (734 01 Karviná-Mizerov, Czech Republic) ve spolupráci s Masarykovým demokratickým hnutím (In association with the Masaryk democratic movement in Prague), 2019, ISBN 978-80-87173-47-3, pages 24-30, 168-169, 186 - 187